# Ladislau al IV-lea Cumanul
Ladislau al IV-lea Cumanul (n. 5 august 1262 – d. 10 iulie 1290, Apateu, Berettyóújfalu, Comitatul Bihor, Ungaria) a fost un rege al Ungariei, din dinastia arpadiană, care a domnit între 1272-1290. A fost asasinat de Roland Borșa la Cheresig și înmormântat la Cenad.

## Domnia
Domnia lui Ladislau al IV-lea a fost descrisă în mai multe cronici medievale: Cronica pictată de la Viena; Cronica de la Buda, scrisă în 1473; Cronica de la Dubnitz, alcătuită după 1479; Cronica ungurilor a lui Ioan de Thurocz, terminată în 1485 și Cronica lui Simon de Keza.
La 19 iunie 1278 regele Ladislau al IV-lea „Cumanul” a venit la Cenad, de unde a acordat numeroase posesiuni unuia dintre credincioșii săi.
În 1285 regele Ladislau al IV-lea a convocat la Cenad congregația nobiliară a comitatelor Cenad, Arad și Timiș, în vederea luării unor măsuri comune de apărare împotriva noilor incursiuni.
În septembrie 1288 s-a aflat la Abația Igriș, apoi la Timișoara, organizând armata contra lui Litovoi, voievodul muntean.
În 1290 regele a fost ucis într-un complot și a fost înmormântat la Cenad (fapt consemnat în latină: „occiditur in pugna a Cumanis anno 1290 et Chanadini terrae infoditur”), în biserica Sf. Gheorghe. Ulterior osemintele au fost mutate și înmormântate la Oradea.

## Ctitorii regale
- Mănăstirea paulină de la Cladova (comuna Păuliș, Arad)